# حركة الاشتراكيين العرب (فرع دمشق)
حركة الاشتراكيين العرب- فرع دمشق هو حزب سياسي سوري يعمل من دمشق. نشأ كجماعة من الحزب العربي الاشتراكي، وهو حزب انفصل في الستينيات، ولا يزال يطالب باسم الحزب الأصلي وإرثه. فرع دمشق برئاسة عبد الغني قنوت، وانضم إلى حكومة الجبهة الوطنية التقدمية بقيادة حزب البعث في عام 1972   واستمر في دعم حكم عائلة الأسد في سوريا منذ ذلك الحين.  بعد وفاة عبد الغني قنوت في عام 2001، أصبح أحمد الأحمد أمينًا عامًا جديدًا. تحت قيادته، واصل الحزب مساره الموالي للحكومة، حتى خلال الحرب الأهلية السورية.  في خضم مرحلة الانتفاضة المدنية في الصراع، نظم الحزب مسيرات مؤيدة للحكومة.  عندما تصاعدت الانتفاضة إلى تمرد كامل، نظم أعضاء الحزب ميليشيات موالية للحكومة. ترأس مساعد الأمين العام عمر عدنان العلوي فرع دير الزور قوات الدفاع الوطني خلال جزء من حصار دير الزور (2014-17)، وأصيب في القتال.  شارك عضو المكتب السياسي للحزب تركي البوحمد في تأسيس ميليشيا قوات مقاتلي العشائر. 